# Саронни, Джузеппе
Джузеппе Саронни (итал. Giuseppe Saronni, род. 22 сентября 1957, Новара, Италия) — итальянский профессиональный трековый и шоссейный экс-велогонщик, также известный как Беппе Саронни.

## Биография
Родился Джузеппе 22 сентября 1957 года в городе Новара регионе Пьемонт на севере Италии. Перешёл в профессионалы в 1977. За свою карьеру, которая длилась до 1989 года, выиграл 193 гонки. Он постоянно соперничал с Франческо Мозером. Был участником Летних Олимпийских игр 1976 (Монреаль).
В 1978 году, на второй год выступлений в профессионалах, выиграл два этапа на Джиро д’Италия. За всю свою карьеру он выиграл 24 этапа Джиро, а также дважды и всю гонку (1979, 1983).
В 1982 Джузеппе выиграл Чемпионат мира по велоспорту проходивший в Англии, где он смог опередить Грега Лемонда. Его финишный рывок был настолько хорош, что ему дали прозвище « Goodwood rifle-shot» (Оружейный выстрел). За год до этого он занял второе место, где был побеждён Фредди Мартенсом. Также в 1982 году он сумел выиграть — Джиро ди Ломбардия, а год спустя в 1983 — Милан — Сан-Ремо, покорение которой ему далось с третьей попытки.
Сейчас Саронни является генеральным менеджером команды — UAE Team Emirates

## Победы
| 1977 - Джиро дель Венетто - Три варезенские долины 1978 - Тиррено — Адриатико - 3 этап в Джиро д’Италия - Кубок Уго Агостони - Джиро д'Пуглия 1979 - Джиро д’Италия - — генеральная классификация - — очковая классификация - Победитель 3 этапов - Чемпионат Цюриха - Тур Романдии - Grand Prix du Midi Libre - Tre Valli Varesine - Trofeo Baracchi (c Франческо Мозером) 1980 - Флеш Валонь - Джиро д’Италия - — очковая классификация - Победитель 7 этапов | - Чемпионат Италии по шоссейному велоспорту - Tre Valli Varesine - Кубок Бернокки - Trittico Lombardo - Джиро д'Пуглия 1981 - Джиро д’Италия - — очковая классификация - Победитель 3 этапов - Giro della Romagna - Trofeo Laigueglia - Кубок Бернокки 1982 - — Чемпионат мира по шоссейным велогонкам - Джиро ди Ломбардия - 3 этапа — Джиро д’Италия - Тур Швейцарии - Тиррено — Адриатико - Джиро дель Трентино - Милан — Турин - Кубок Уго Агостони | 1983 - Джиро д’Италия - — генеральная классификация - — очковая классификация - Победитель 3 этапов - Милан — Сан-Ремо - 2 этапа — Вуэльта Испании 1985 - 2 этапа — Джиро д’Италия 1986 - Trofeo Baracchi (c Lech Piasecki) 1988 - Tre Valli Varesine - Джиро д'Пуглия |

## Команды
- 1977—1979: SCIC
- 1980—1981: Gis
- 1982—1988: Del Tongo
- 1989: Malvor
- 1990: Diana-Colnago

## Статистика выступлений наГранд Турах
| Гранд Тур       | 1978 | 1979 | 1980 | 1981 | 1982 | 1983 | 1984 | 1985 | 1986 | 1987 | 1988 | 1989 | 1990 |
| --------------- | ---- | ---- | ---- | ---- | ---- | ---- | ---- | ---- | ---- | ---- | ---- | ---- | ---- |
| Джиро д’Италия  | 5    | 1    | 7    | 3    | 6    | 1    | 16   | 15   | 2    | WD   | 27   | 75   | 45   |
| Тур де Франс    | —    | —    | —    | —    | —    | —    | —    | —    | —    | WD   | —    | —    | —    |
| Вуэльта Испании | —    | —    | —    | —    | —    | WD   | WD   | —    | —    | —    | —    | WD   | WD   |

WD = Снялся